# Lucy (prénom)

Popularité du prénom Lucie dans le monde

Lucy est un prénom anglais, dont la traduction française est Lucie.

## Popularité du prénom
- Lucy Cohu (1968-) : actrice britannique
- Lucy Lawless (1968-) : actrice néo-zélandaise
- Lucy Liu (1968-) : actrice américaine
- Lucy Alibar (1983-) : dramaturge et scénariste américaine
- Lucy DeVito (1983-) : actrice britannique
- Lucy Griffiths (1986-) : actrice britannique
- Lucy Hale (1989-) : actrice américaine
- Lucy Fry (1992-) : actrice australienne
- Lucy Boynton (1994-) : actrice britannique
- Lucy Aharish (1981-) : journaliste arabe.
- Pour l'ensemble des articles sur les personnes portant ce prénom, consulter :
  - la liste des articles dont le titre commence par ce prénom
  - les listes produites par Wikidata : Liste des personnes de prénom « Lucy » — même liste en incluant les éventuels prénoms composés qui contiennent « Lucy ».

### Imaginaires
- Lucy, personnage de la série télévisée Skins
- Lucy, une diclonius, personnage principal du manga Elfen Lied
- Lucy Heartfilia, une mage constellationniste, personnage principal du manga Fairy Tail